# Pedro Lozano Bartolozzi
Pedro María Lozano Bartolozzi (Pamplona, 29 de octubre de 1939) es un profesor emérito universitario, periodista y escritor español.

## Biografía
Nacido en Pamplona en 1939 es hijo de los pintores Pedro Lozano de Sotés y Francis Bartolozzi. Uno de sus hermanos es también artista Rafael Bartolozzi. Se casó con Margarita Úriz siendo padre de cuatro hijos y es abuelo de cuatro nietas.
Doctor en Derecho y licenciado en Ciencias de la Información por la Universidad de Navarra, es también graduado por la Escuela Oficial de Periodismo de Madrid, diplomado en Dirección de Empresas por la Universidad de Deusto y en Asistencia al Desarrollo por el Centro Europeo dell´ Educazione di Roma. Profesor emérito de la Facultad de Comunicación de la Universidad de Navarra. Presidente de la Sociedad de Estudios Históricos de Navarra (SEHN) y autor de numerosos libros entre obras académicas y literarias. Fue secretario del Anuario de Derecho Internacional. Como periodista ha cultivado todos los géneros, trabajando en prensa, radio y televisión. Director de la edición navarra de "La Gaceta del Norte" ha sido enviado especial en Oriente Medio, Italia, Alemania y Estados Unidos.

## Obras
Algunas de sus obras más significativas son:
- 1984. Némesis o el Sueño de la Razón.
- 1986. Pedro y Pitti. Biografía sobre su padres publicada por el Ayuntamiento de Pamplona.
- 1991. Pemmican. Una novela de humor, crítica y gastronomía.
- 2007. El Fuego de la Tierra - Cronicón Reconstruido Coral y Patriótico.
- 2009. La caja de cerillas.[4]
- 2014. El misterioso cartapacio del dragón chino una narración autobiográfica a través del personaje del conde Kapaki.
- 2015. Retorno azul de reportajes vivos, donde «vuelve su mirada hacia el mundo del periodismo, concretamente hacia los reportajes.»
- 2019. Trampantojo de autómatas.[5]
- 2019. El facistol de Kant.[5]
- 2021. "El barco de juncos".[1]
- 2024. "Código Pin", Ed. Papeles del Duende, 255 pp.[3]

## Premios y reconocimientos
- 1984. Finalista del Premio Navarra por su novela corta Némesis o el Sueño de la Razón.
- 2007. Premio de creación literaria por su novela El Fuego de la Tierra - Cronicón Reconstruido Coral y Patriótico.